# Ocieszyn
Ocieszyn (pol. hist. Ocieszyno) – wieś sołecka położona w gminie Oborniki, w powiecie obornickim, w województwie wielkopolskim.

## Historia
Wieś pierwotnie związana była z Wielkopolską. Ma metrykę średniowieczną i istnieje co najmniej od pierwszej połowy XIII wieku. Wymieniona została w łacińskim dokumencie z 1337 oblatowanym w 1555 jako "Oczyeschin", 1377 "Oczosin", 1388 "Oczenszino", 1397 "Oczeszino", 1407 "Oczeszyno", 1423 "Oczyeschyno", 1436 "Oczessyno", 1444 "Oczesino Maius", 1445 "Oczeschino", 1449 "Oczanschyno", 1465 "Oczessyno, "Oczyessyno", 1470 "Oczyeszyno", 1475 "Oczeszyno", 1485 "Oczyeschyno", 1508 "Oczieschino", 1516 "Oczieshyno", 1516 "Oczieszyno, Oczeschyn", 1519 "Oczyesschino", 1520 "Oczyezyno", 1558 "Oczieszino".
Początkowo wieś należała do opola chojnickiego z siedzibą w Chojnicy, które było reliktem opola - przedpaństwowej wspólnoty rodowo-terytorialnej, a w późniejszym okresie stało się administracyjnym podokręgiem kasztelanii. W 1388 Ocieszyn został odnotowany w granicach tego opola.
Tereny, na których powstała wieś były jednak zasiedlone znacznie wcześniej niż odnotowują to zachowane zapisy historyczne. archeolodzy odnaleźli we wsi dwa średniowieczne skarby srebrne pochodzące z roku 1000 oraz 1002.
Miejscowość była początkowo wsią szlachecką należącą do lokalnej szlachty wielkopolskiej z rodu Ocieskich herbu Jastrzębiec, którzy od nazwy wsi przyjęli odmiejscowe nazwisko. Właścicielami byli także Chybscy, Kiszewscy, Mniszkowie oraz Objerzeccy. W 1449 wieś leżała w powiecie poznańskim województwa poznańskiego w Koronie Królestwa Polskiego. Od 1508 była siedzibą własnej parafii, a w 1510 należała do dekanatu Oborniki.
Pierwszy zapis pochodzący z 1337 wymienia świadka Nemeslausa lub według innej interpretacji imienia Niemierzę z Ocieszyna. Dokument wystawiony w 1397 odnotowuje natomiast Mikołaja z ocieszyna. Datowany na rok zapis z 1443 wymienia Jana z Ocieszyna, który w 1436 poręczył tenutariuszowi rogozińskiemu Piotrowi Polakowi z Lichwina za Jadwigę z Wierzenicy. W 1443 Jan odnotowany został jako dłużnik 34 złotych jakie był winien Wincentemu Golęczewskiemu.
W 1444 Jan z Zielątkowa i Ocieszyna sprzedał Wojciechowi ze Spławia całe wsie Ocieszyn oraz Ocieszynko za 800 grzywien. W 1445 żona Jana Dorota miała wiano oprawione na Ocieszynie, o czym mówi dokument starosty generalnego Wielkopolski. W 1449 duchowny, kanonik poznański oraz pleban rogożnieński Szczepan Chybski z Chyb zeznał, że Bodzęcic z Węgierskiego sprzedał prepozytowi szpitala św. Ducha pod Rogoźnem czynsz 10 złotych węgierskich na Ocieszynie za 130 złotych węgierskich.
W latach 1465-1470 właścicielami we wsi byli Filip, Mikołaj, Chwał oraz Jan Jost Chybski z Ocieszyna zwany Jodok. W 1465 Katarzyna żona Filipa skasowała swoją oprawę, którą zapisał jej Filip na tej części Skórzewa, którą posiadał razem z bratem Janem. W zamian Filip oprawił jej po 100 grzywien posagu oraz wiana na Ocieszynie. W 1470 Filip zapisał swojej żonie Katarzynie po 100 kóp groszy posagu oraz wiana na połowie połowy Ocieszyna. W 1470 Filip, Chwał oraz Jodok dziedzice w Skórzewie i Ocieszynie winni byli 5 zł węgierskich Maciejowi plebanowi w Kiekrzu oraz Janowi i Sędziwojowi z Kiekrza. W 1470 Mikołaj z Ocieszyna odnotowany został w rejestrze pozwanych przez starostę generalnego wielkopolskiego o podatki królewskie, którzy nie stawili się w sądzie. W 1472 oraz w 1480 Jost dziedzic ocieski zapisał swojej żonie Barbarze po 100 złotych węgierskich posagu oraz wiana na połowie swoich dóbr w Ocieszynie.
W 1472 Andrzej syn zmarłego Mikołaja Chybskiego z Ocieszyna oraz dziedzic także w Skórzewie i Pawłowicach koło Poznania sprzedał Jakubowi Orzeszkowskiemu swoje części po ojcu w Ocieszynie za 110 grzywien.
W latach 1479-82 jako właścicieli we wsi odnotowano dzieci Filipa: Adama, Szczepana zwanego Mniszkiem, Ota oraz Barbarę Ocieskich. W 1482 Adam zapisał swojej żonie Małgorzacie Bytkowskiej po 100 grzywien posagu oraz wiana na połowie części w Ocieszynie. W 1489 Szczepan całą część placu oraz dworu w Ocieszynie, które miał z podziałów majątku z braćmi wymienił z Małgorzatą wdową po swoim bracie Adamie na dwa staje roli koło Ocieszyna znajdujące się przy drodze do Poznania dopłacając do tego 6 grzywien. W 1493 Szczepan zapisał żonie Barbarze po 100 złotych węgierskich posagu oraz wiana na połowie swojej części w Ocieszynie. W 1503 Szczepan wydzierżawił Piotrowi Ocieskiemu, bratu stryjecznemu, do roku 1507  1/4 swoich dóbr w Ocieszynie pod zakładem 20 grzywien.
W latach 1488-1538 właścicielem we wsi był, syn Jana Josta z Ocieszyna, Rafał Ocieski herbu Jastrzębiec, protoplasta małopolskiej linii Ocieskich, w latach 1517-1538 bachmistrz żup bocheńskich. Synowie Ocieskich w początku XVI wieku studiowali na Uniwersytecie w Krakowie w 1500 Stanisław Jost, w 1516 Maciej syn Macieja Ocieskiego, a w 1516 Jan Ocieski. Dzięki temu uzyskali duże godności w Koronie Krolestwa Polskiego. Największą karierę zrobił syn Rafała Jan Ocieski, który w 1518 uzyskał tytuł bakałarza sztuk Uniwersytetu Jagiellońskiego. Został wkrótce dworzaninem króla polskiego Zygmunta I Starego. Był ochmistrzem królowej Bony Sforzy, pisarzem ziemskim krakowskim 1527-1543, podkomorzym krakowskim 1543-1563, kasztelanem zawichojskim 1545, starostą sądeckim 1547-1561, kasztelanem bieckim 1547-1550, burgrabią krakowskim 1547-1554, podkanclerzem koronnym 1550-1552, kanclerzem koronnym 1552-1563, starostą generalnym krakowskim 1553-1563, starostą oświęcimskim, wojnickim i samborskim.
Miejscowość odnotowały także historyczne rejestry podatkowe dzięki którym znamy stosunki własnościowe we wsi. W 1508 parafia ocieska zapłaciła pobór podatkowy. W 1510 we wsi odnotowano 21 łanów. W 1510 w Ocieszynie było 20 łanów kmiecych, 4 łany sołeckie opuszczone, dwa łany oddane zostały plebanowi. Jan Bryl Ocieski posiadał 6 łanów osiadłych, 4 łany opuszczone oraz jeden łan sołecki – wszystkie były uprawiane przez miejscowych kmieci. Piotr Ocieski posiadał jeden łan osiadły, 3 łany opuszczone oraz jeden łan sołecki – wszystkie łany były uprawiane. Szczepan Mniszek posiadał 3 łany osiadłe, 1,5 łana opuszczonego oraz jeden łan sołecki. W 1563 Ocieszyn zapłacił pobór od 5 łanów oraz od karczmy dorocznej. W 1577 pobór ze wsi zapłacił Jan Kiszewski. W 1580 Andrzej Objezierski zapłacił pobór od 2,5 łana, jednego zagrodnika oraz trzech komornika.
W II poł. XVIII w. dobra ocieszyńskie posiadał generał artylerii konnej Fryderyk Brühl, który w 1786 r. sprzedał je ówczesnemu właścicielowi Wargowa, Józefowi Gronowskiemu. Wielokrotnie jeszcze Ocieszyn przechodził z rąk do rąk, jednak to w spadku po Gronowskich przetrwał do dzisiaj murowany, klasycystyczny dwór. Ten parterowy budynek z częściowo mieszkalnym poddaszem, posiada od frontu portyk wsparty na czterech kolumnach jońskich z pięknym dekoracyjnym gzymsem. Zarówno dworek, jak i przylegający do niego park przechodzą obecnie renowację, mającą na celu przywrócić tej części wsi dawny blask.
W latach 1954–1959 wieś należała i była siedzibą władz gromady Ocieszyn, po jej zniesieniu w gromadzie Oborniki-Południe. W latach 1975–1998 miejscowość administracyjnie należała do województwa poznańskiego.

## Obecnie
Wieś zamieszkuje około 380 osób. W nowo wybudowanej świetlicy wiejskiej działa filia Biblioteki Publicznej Miasta i Gminy im. Antoniego Małeckiego, swoją siedzibę ma w niej również Koło Gospodyń Wiejskich „Ocieszyn Wieś Przyszłości”. W Ocieszynie funkcjonuje założona w 1926 roku Ochotnicza Straż Pożarna, należąca do Krajowego Systemu Ratowniczo Gaśniczego.
Ocieszyn jest wsią o charakterze rolniczym. Na jego terenie działa Rozliczy Kombinat Spółdzielczy oraz kilka rodzinnych gospodarstw rolnych. W roku 2013 gospodarstwo państwa Walkowskich zostało wyróżnione tytułem „Wielkopolski Rolnik Roku”.
Od 19.04.2011 sołtysem Ocieszyna jest Błażej Pacholski. Sołtysem wsi jest Błażej Pacholski.
Niemal cała wieś korzysta z proekologicznych źródeł grzewczych, a to doskonale wpisuje się w prowadzoną od wielu lat przez sołectwo akcję „Wieś bez smogu”. Indywidualne gospodarstwa domowe w sporej części wyposażone są w odnawialne źródła energii jakimi są panele fotowoltaiczne, a na szczególną uwagę zasługuje unikatowa w okolicy ekologiczna biogazownia, produkująca energię elektryczną na terenie jednego z gospodarstw rolnych.
Podczas uroczystych obchodów Dnia Ocieszyna 14 lipca 2012 wieś przyjęła swój herb.

## Zabytki
W centrum wsi jest zabytkowa kaplica pw. św. Wawrzyńca, której wiek szacuje się na ponad 150 lat. Jako budowla murowana i otynkowana została wzniesiona, na planie ośmioboku w miejscu niewielkiej, drewnianej kapliczki pw. św. Wawrzyńca. Postawiona przez Rafała Objezierskiego pod naciskiem Kościoła oraz sądów na początku XVII w. W 1979 r. przeprowadzono jej rozbudowę, a w 2013 roku z wykorzystaniem środków z Unii Europejskiej wyremontowano dach oraz na podstawie archiwalnych zdjęć odtworzono na jego szczycie sygnaturkę. Wnętrze kaplicy przykuwa uwagę przede wszystkim barokowymi elementami rzeźbiarskimi w ołtarzu oraz tabernakulum w stylu rokoko z połowy XVIII w.

## Osoby związane z Ocieszynem
- Jan Ocieski - Urodzony w Ocieszynie kanclerz wielki koronny.

Każdego roku organizowany jest „Dzień Ocieszyna”. W czasie tego festynu uroczyście witani są nowi mieszkańcy Ocieszyna oraz wręczane jest wyróżnienie „Zasłużony dla Ocieszyna”. We wsi powstało boisko do piłki nożnej, boisko do piłki siatkowej, plac zabaw, siłownia zewnętrzna, utworzona została łąka kwietna,  organizowane są zajęcia i warsztaty dla mieszkańców.
W trakcie święta wsi, tj. "Dzień Ocieszyna" kapituła składająca się z sołtysa, rady sołeckiej po patronacie zebrania wiejskiego przyznaje honorowe wyróżnienie "Zasłużony dla Ocieszyna".
Do tej pory wyróżniono:
- ks. kan. Bolesław Kapuściński 
- Antonina Nowak
- Mieczysław Borucki 
- LGD Kraina Trzech Rzek 
- SGB Ludowy Bank Spółdzielczy w Obornikach 
- Wioletta Baum